# Eadwald kelet-angliai király

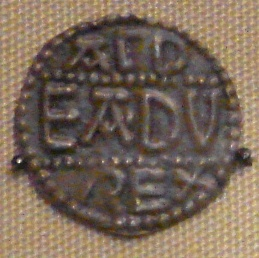
Eadwald érméje

Eadwald (angolszászul: EADVVALD ESTANGLE CYNING), († 798 után), Kelet-Anglia királya 796–798 között.
Elődje, Offa merciai király uralkodása idején valószínűleg száműzetésben élt. Uralma alatt függetleníteni akarta országát Merciától, de törekvése nem járt sikerrel a merciai Ecgferth király (Offa fia) miatt. Ecgferth utóda, Cœnwulf király 798-ban meghódította Kelet-Angliát, lemondatta Eadwaldot, aki nem sokkal ezután meghalt. Kevés érme (csak mintegy 20 db) maradt fenn uralkodásának idejéből.

## Fordítás
- Ez a szócikk részben vagy egészben  az   Eadwald of East Anglia című angol Wikipédia-szócikk fordításán alapul.  Az eredeti cikk szerkesztőit annak laptörténete sorolja fel. Ez a jelzés csupán a megfogalmazás eredetét és a szerzői jogokat jelzi, nem szolgál a cikkben szereplő információk forrásmegjelöléseként.

| Előző uralkodó: Offa | Kelet-Anglia királya 796 – 798 | Következő uralkodó: Cœnred |